# Amphibologryllacris oceanica
Amphibologryllacris oceanica är en insektsart som först beskrevs av Le Guillou 1841.  Amphibologryllacris oceanica ingår i släktet Amphibologryllacris och familjen Gryllacrididae. Inga underarter finns listade i Catalogue of Life.